# Celui qui dit oui, celui qui dit non
Celui qui dit oui, celui qui dit non (Der Jasager, Der Neinsager) sont à la fois deux pièces de théâtre et deux opéras du dramaturge allemand Bertolt Brecht et du compositeur Kurt Weill, écrits en 1929 et 1930.

## Résumé
Dans une ville frappée par une épidémie, un jeune garçon dont la mère est malade décide d’accompagner les adultes à la recherche d’un antidote permettant d’arrêter l’épidémie, périple au cours duquel il doit franchir une vallée escarpée. Il sait pourtant que s’il en est incapable, il devra accepter « la grande coutume » qui le condamne le plus faible à être jeté du haut de la falaise.

## Sens de l'œuvre
Celui qui dit oui et Celui qui dit non, qui selon les vœux de l’auteur ne doivent pas si possible être donnés l’un sans l’autre, racontent les deux issues possibles d’une même histoire. Dans le premier cas, son acceptation provoque sa fin tragique ; dans le second, il rejette l’ordre établi et une nouvelle coutume fondée sur le bon sens est créée pour remplacer l’ancienne. C’est donc une œuvre qui invite à la réflexion : faut-il toujours obéir aux règles de la société ? Ces pièces interrogent finalement la portée de nos choix et, plus encore, placent face à un dilemme mortel non pas l’adulte mais l’enfant.